# Scud

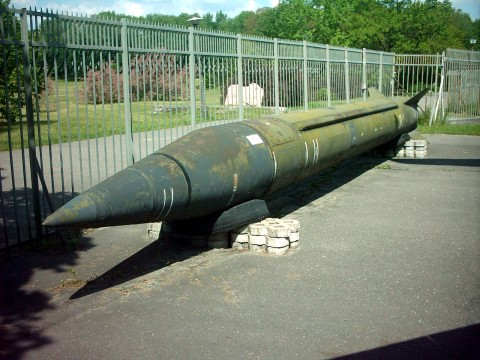
Raketa 8K14 ze série R-17 (SS-1c Scud-B) v Polsku

Scud je série taktických balistických raket vyvinutých v SSSR během studené války a exportovaných do mnoha dalších zemí. Název pochází z kódového názvu NATO SS-1 Scud, který jim přiřadily západní tajné služby. Ruské názvy pro rakety jsou R-11 (první verze), R-17 a R-300 Elbrus (pozdější modely). Název Scud používají hlavní masmédia ne zcela správně i pro jiné rakety založené na sovětském návrhu.

## Popis

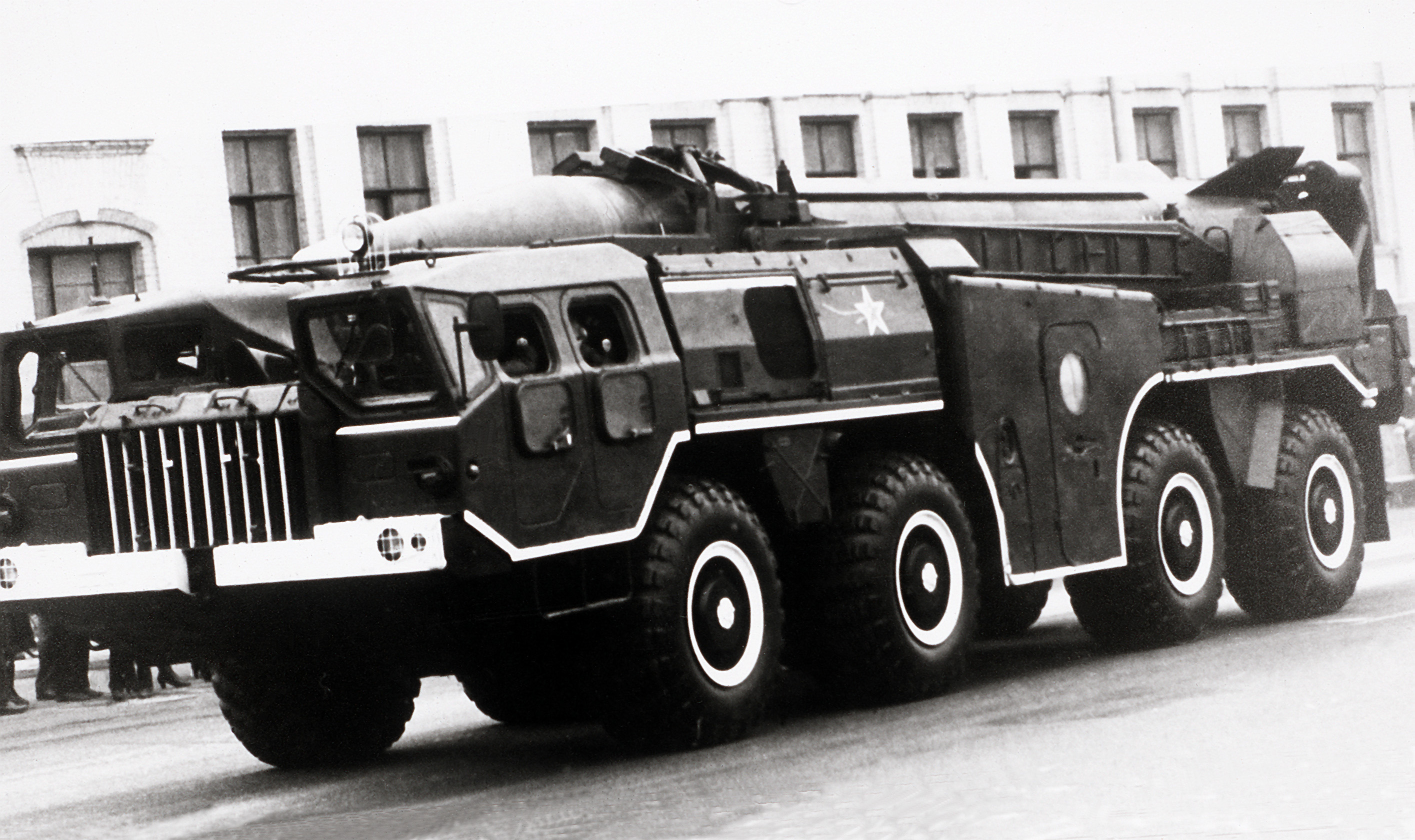
raketa SCUD na vozidle MAZ Uragan

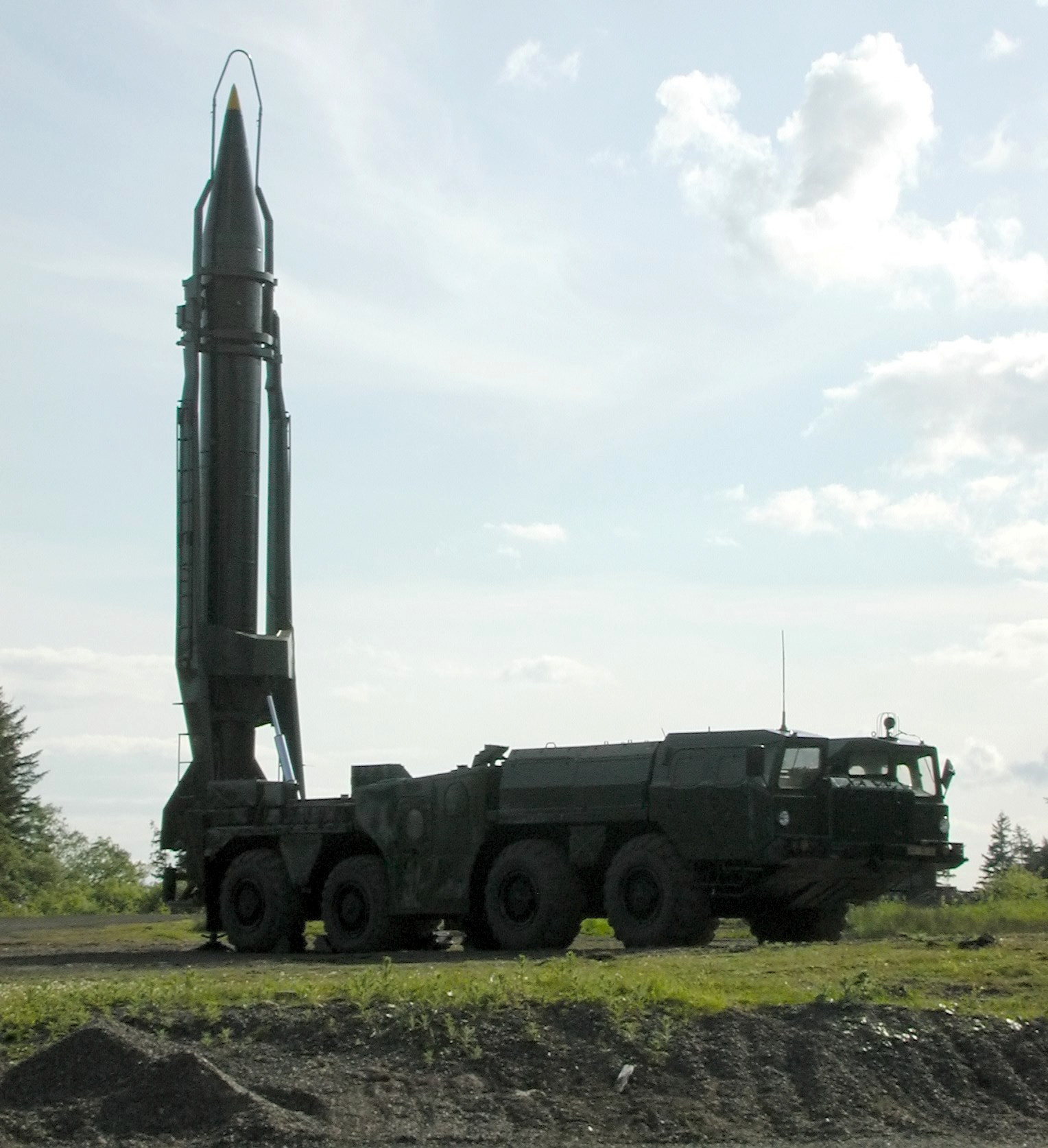
Scud připravený k odpalu, RAF Spadeadam, Skotsko (2005)

Raketa vznikla na základě požadavku na raketu s výkony podobnými raketám V-2 z 2. světové války, ale s menšími rozměry a na skladovatelné pohonné hmoty. Na rozdíl od sovětských raket R-1 a R-2, její původ je spíše v raketě Wasserfall. Používá tekuté palivo, nádrže paliva (kerosin) a okysličovadla (inhibovaná dýmavá kyselina dusičná) tvoří plné 3/4 velikosti rakety. Může nést hlavice různých druhů. Gyroskopické řídicí systémy jsou umístěny ve spodní části rakety.

## Odpálení
Raketa může být umístěna buďto v silu, nebo na vozidle MAZ-543/MAZ-7310. Kromě těchto jsou nutná další zařízení, např. generátory.

## Varianty
- R-11FM (kód NATO SS-N-1 Scud-A) – námořní varianta rakety R-11. Sovětský svaz provedl první odpal SLBM 16. září 1955 v Bílém moři z vynořené jaderné ponorky Projektu 611 (v kódu NATO Zulu) B-62 Severního loďstva (kapitánem ponorky byl F. I. Kozlov). Byl to vůbec první odpal SLBM na světě.[3][4][5]

## Nasazení
Poprvé ve válečném konfliktu byly v nevelkém počtu nasazeny Egyptem proti Izraeli v Jomkipurské válce (1973).
Následovalo nasazení značného počtu v Íránsko-Irácké válce (1980-1988)
Současně probíhalo masivní nasazení více než 2000 ks během Sovětské války v Afghánistánu (1979-1989).
Rakety Scud byly také použity během války v Zálivu, kdy Irák odpálil na Izrael (43ks), Saúdskou Arábii (48ks) Katar (1ks) a Bahrajn (1ks) vlastní varianty Al-Hussein a Al-Abbas. Celkem bylo odpáleno 93 raket, z toho 86 úspěšně, 5 se selhalo ihned po odpalu a 2 se během letu odklonily z trasy natolik že k cíli nikdy nedorazily. Počty raket zničených protiraketovou obranou jednotlivých zemí před dosažením cíle nejsou známy. Ačkoliv byla v době války v Zálivu médiím a veřejnosti prezentována údajná vysoká účinnost protiraketové obrany, dle později publikovaných informací se irácké, výrazně modifikované "Scudy" (s větším dostřelem a omezenou bojovou hlavicí), při opětovném vstupu do atmosféry zpravidla rozlomily na několik částí a protiraketová obrana zachycující je v terminální fázi letu pak nejčastěji zasáhla největší, ovšem často zcela neškodnou část jíž byla již prázdná palivová nádrž, zatímco bojová hlavice letící k cíli již samostatně, dopadla na cíl nijak neovlivněna.
Následovalo použití během občanské války v Jemenu (1994) kdy je použily obě strany konfliktu, dále pak během druhé čečenské války odpálil ruský velitel plk. Zacharčenko v době mezi 1. lednem 1999 až 15. dubnem 2001 250 ks raket na Groznyj.
Dále byly dvě střely odpáleny na povstalce v Libyi při jedné z ofenziv na Tripolis. Tyto střely odpálily jednotky Muammara Kaddáfího na povstalecké jednotky.[zdroj?]
Začátkem konfliktu mezi Saúdskou Arábií a povstalci v Jemenu (2015) povstalečtí Hútiové odpálili 12 Scudů proti Saúdům, 3 z nich byly zneškodněny protiraketovým systémem "Patriot". [zdroj?] Následovaly útoky neznámého počtu raket z 30. června a 26. srpna proti Saúdům a je pravděpodobné, že minimálně část z nich eliminoval saúdský systém "Patriot".